# قلعه الجراص
قلعه الجراص (به عربی: قلعة الجراص) یک روستا در سوریه است که در ناحیه مرکزی سقیلبیه واقع شده‌است. قلعه الجراص ۷۷۶ نفر جمعیت دارد.